# Camino de Georgia
El Camino de Georgia (en georgiano: საქართველოს გზა) fue un partido político de centro en Georgia, fundado la exministra de Exteriores Salomé Zurabishvili (posteriormente presidenta del país) el 11 de marzo de 2006. 

## Ideología
Camino de Georgia abogaba por una democracia basada en los derechos humanos, el Estado de derecho y la separación de poderes. Deben reforzarse el poder del parlamento frente al gobierno, la independencia de los tribunales y los medios de comunicación. En términos económicos, el partido buscaba promover el espíritu empresarial privado y proteger más firmemente la propiedad privada. Camino de Georgia buscaba contrarrestar el odio difundido en Georgia y crear un clima de reconciliación y tolerancia. También busca establecerse relaciones nuevas y pacíficas con Abjasia y Osetia del Sur. 
La política exterior de Georgia debería centrarse en unirse a la Unión Europea y la OTAN, desarrollando al mismo tiempo relaciones de cooperación con Rusia y poniendo fin al tono agresivo hacia su vecino del norte. 

## Historia
El movimiento Salomé Zurabishvili, fundado en noviembre de 2005, constituye el núcleo del partido y ella fue hasta 2010 su líder (sustituida por Kaja Seturize). El partido se oponía al gobierno del presidente Míjeil Saakashvili, a quien acusaba de no cumplir las promesas de la Revolución de las Rosas de 2003. El 28 de julio de 2006, fue el único partido de la oposición que acogió con satisfacción la controvertida acción policial del gobierno georgiano en Abjasia y la instalación del gobierno abjasio en el exilio, que anteriormente había tenido su base en Tiflis, en el desfiladero de Kodori.
En noviembre de 2007, el partido se unió al Partido Republicano de Georgia, el Partido Conservador, Tavisupleba, Nosotros mismos, el Partido Popular, el Movimiento por una Georgia Unida, Compañía Georgiana y el partido Foro Nacional para forman juntos la alianza opositora Consejo Nacional Unido, que nominó a Levan Gachechiladze como su candidato presidencial para las elecciones de 2008.Salomé Zurabishvili fue considerada candidata al puesto de primera ministra en caso de victoria de Gachechiladze.
El 20 de junio de 2019, Camino de Georgia se integró en el partido Por la Justicia de Eka Beselia.

## Resultados electorales

### Elecciones locales
En las elecciones locales de 2006, el partido sólo obtuvo el 2,77% de los votos en Tiflis. En las elecciones de 2014, el partido obtivo 1640 votos (0,50%).